# Kindi (département)
Pour le village chef-lieu, voir Kindi (Kindi).
Kindi est un département et une commune rurale de la province du Boulkiemdé, situé dans la région du Centre-Ouest au Burkina Faso. En 2006, le département comptait 32 690 habitants.

## Villages
Le département et la commune de Kindi est administrativement composé d'un village chef-lieu homonyme :
- Kindi (11 308 habitants)

et de cinq autres villages :
- Koné (6 054 habitants)
- Manéviré (3 021 habitants)
- Masséré (2 061 habitants)
- Nassoulou (7 142 habitants)
- Zerkoum (3 104 habitants)

Le hameau de Birabodo est également rattaché au village Masséré.